# Potte
Potte est une commune française située dans le département de la Somme, en région Hauts-de-France.

## Géographie

### Localisation
Potte est un petit village situé entre Mesnil-Saint-Nicaise et Morchain.
À 6 km au nord de Nesle, le village est accessible par la route départementale 139.

### Hydrographie
La commune est située dans le bassin Artois-Picardie. Elle n'est drainée par aucun cours d'eau.

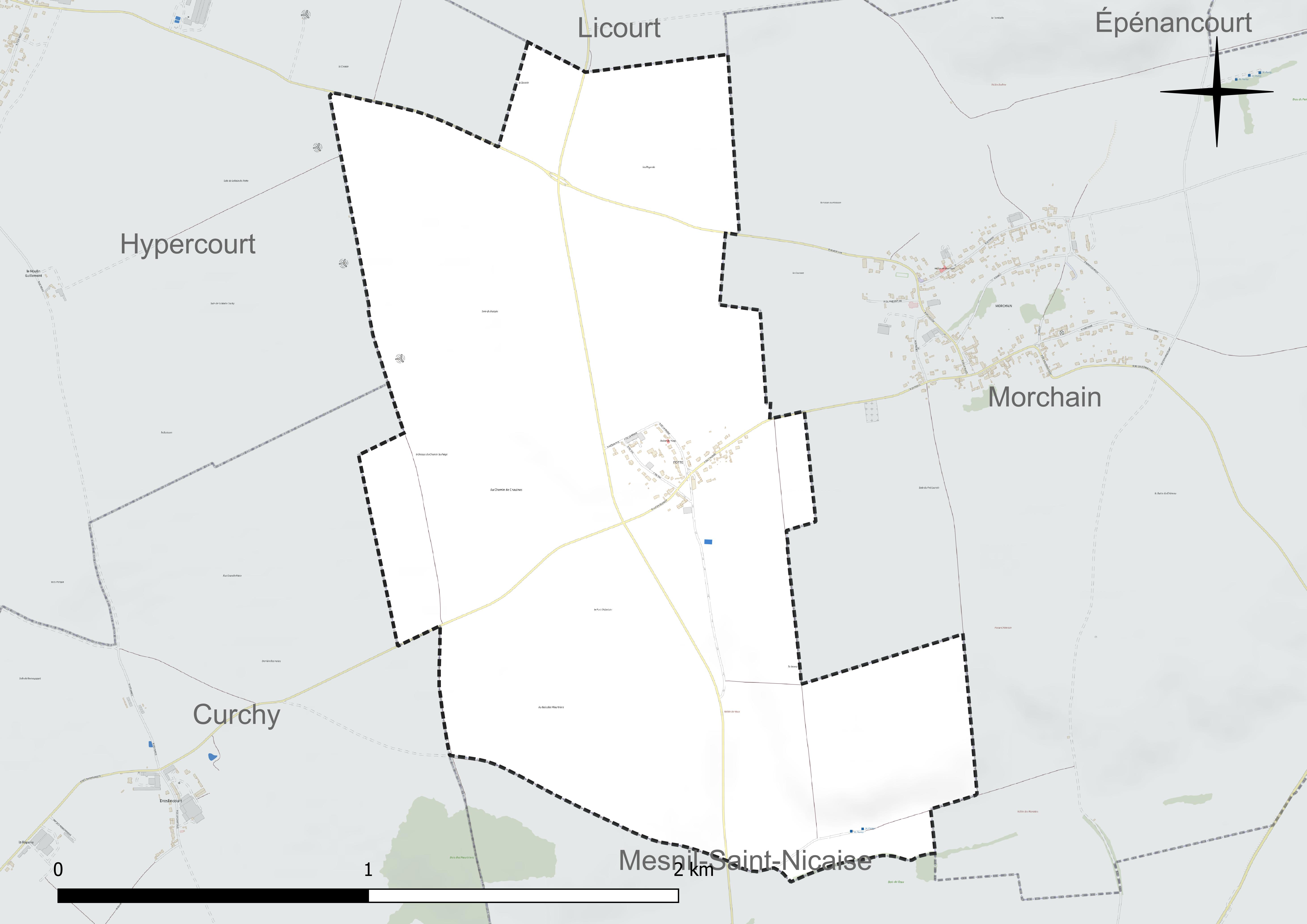
Réseau hydrographique de Potte.

### Climat
Pour des articles plus généraux, voir Climat des Hauts-de-France et Climat de la Somme.
En 2010, le climat de la commune est de type climat océanique dégradé des plaines du Centre et du Nord, selon une étude du CNRS s'appuyant sur une série de données couvrant la période 1971-2000. En 2020, Météo-France publie une typologie des climats de la France métropolitaine dans laquelle la commune est exposée à un climat océanique et est dans la région climatique Nord-est du bassin Parisien, caractérisée par un ensoleillement médiocre, une pluviométrie moyenne régulièrement répartie au cours de l'année et un hiver froid (3 °C).
Pour la période 1971-2000, la température annuelle moyenne est de 10,3 °C, avec une amplitude thermique annuelle de 14,7 °C. Le cumul annuel moyen de précipitations est de 710 mm, avec 11,9 jours de précipitations en janvier et 9,1 jours en juillet. Pour la période 1991-2020, la température moyenne annuelle observée sur la station météorologique la plus proche, située sur la commune d'Estrées-Mons à 12 km à vol d'oiseau, est de 11,0 °C et le cumul annuel moyen de précipitations est de 647,5 mm,. Pour l'avenir, les paramètres climatiques de la commune estimés pour 2050 selon différents scénarios d'émission de gaz à effet de serre sont consultables sur un site dédié publié par Météo-France en novembre 2022.

## Urbanisme

### Typologie
Au 1er janvier 2024, Potte est catégorisée commune rurale à habitat dispersé, selon la nouvelle grille communale de densité à sept niveaux définie par l'Insee en 2022.
Elle est située hors unité urbaine et hors attraction des villes,.

### Occupation des sols
L'occupation des sols de la commune, telle qu'elle ressort de la base de données européenne d'occupation biophysique des sols Corine Land Cover (CLC), est marquée par l'importance des territoires agricoles (100 % en 2018), une proportion identique à celle de 1990 (100 %). La répartition détaillée en 2018 est la suivante : 
terres arables (100 %). L'évolution de l'occupation des sols de la commune et de ses infrastructures peut être observée sur les différentes représentations cartographiques du territoire : la carte de Cassini (XVIIIe siècle), la carte d'état-major (1820-1866) et les cartes ou photos aériennes de l'IGN pour la période actuelle (1950 à aujourd'hui).

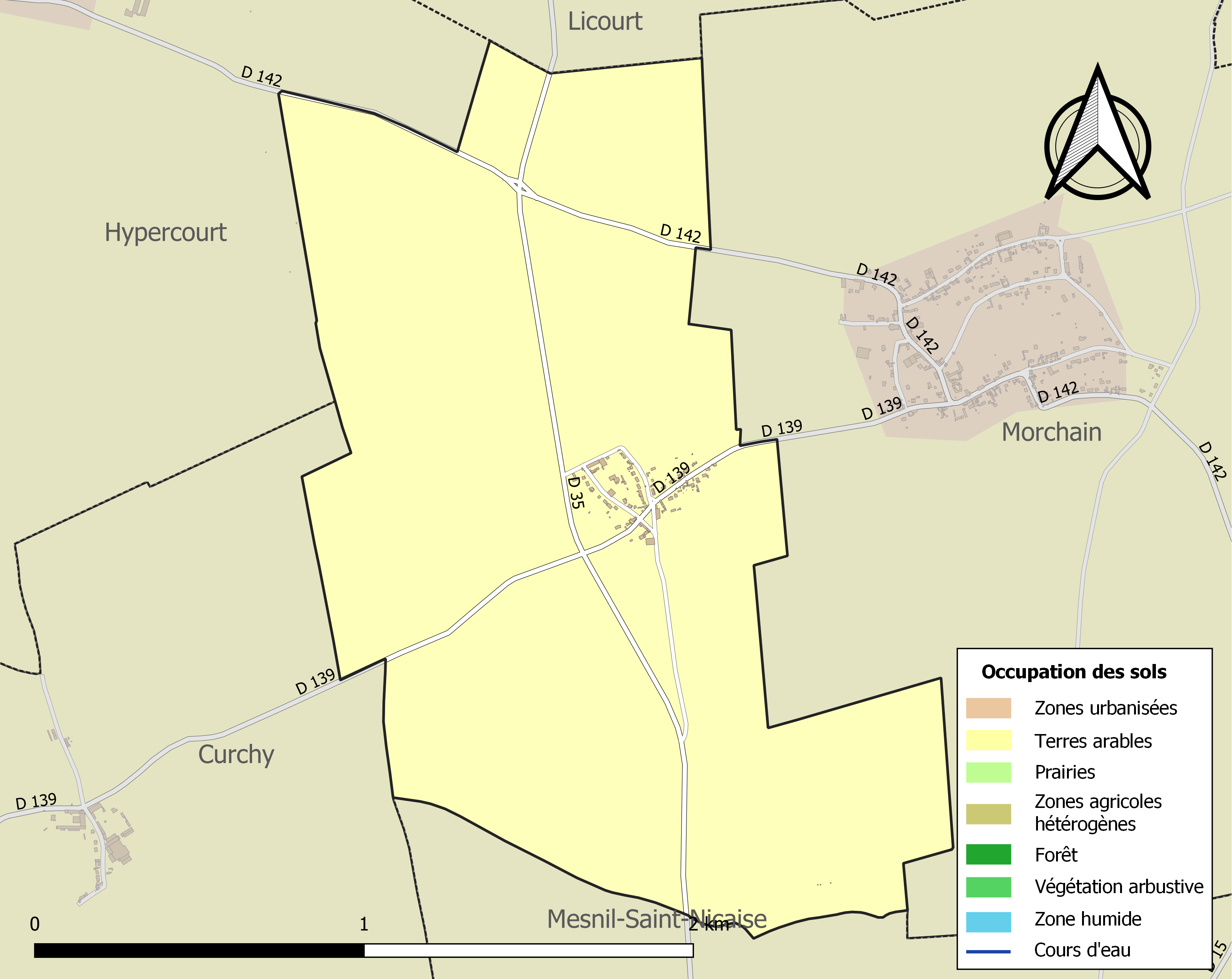
Carte des infrastructures et de l'occupation des sols de la commune en 2018 (CLC).

### Voies de communication et transports
La localité est desservie par les autocars du réseau inter-urbain Trans'80, Hauts-de-France (ligne no 50, Péronne - Matigny - Ham).

## Toponymie
Le nom de la localité est attesté sous les formes Potes (1178) ; Poter (12..) ; Pottet (1705) ; Potte (1733) ; Pottes (1761).

## Histoire
Au XIXe siècle, le territoire communal dépendait de la commune de Morchain[Passage problématique].
Première Guerre mondiale
Le village a subi d'importantes destructions pendant la Première Guerre mondiale.
Il a été décoré de la Croix de guerre 1914-1918 le 27 octobre 1920.
.
Seconde Guerre mondiale.
La commune a été également décorée le 11 novembre 1948  de la Croix de guerre 1939-1945 avec étoile de bronze.

## Politique et administration

### Rattachements administratifs et électoraux
La commune se trouve dans l'arrondissement de Péronne du département de la Somme. Pour l'élection des députés, elle fait partie depuis 2012 de la cinquième circonscription de la Somme.
Elle faisait partie depuis 1793 du canton de Nesle. Dans le cadre du redécoupage cantonal de 2014 en France, la commune intègre le canton de Ham, dont elle est désormais membre.

### Intercommunalité
La commune  faisait partie de la communauté de communes du Pays Neslois (CCPN), créée fin 2001, et qui succédait au district de Nesle, créé par arrêté préfectoral du 22 mai 1964.
La loi portant nouvelle organisation territoriale de la République (Loi NOTRe) du 7 août 2015, prévoyant que les établissements publics de coopération intercommunale (EPCI) à fiscalité propre doivent avoir un minimum de 15 000 habitants, le schéma départemental de coopération intercommunale (SDCI) arrêté par le préfet de la Somme le 30 mars 2016 prévoit notamment la fusion des communautés de communes du Pays Hamois et celle du Pays Neslois, afin de constituer une intercommunalité de 42 communes groupant 20 822 habitants, et précise qu'il « s'agit d'un bassin de vie cohérent dans lequel existent déjà des migrations pendulaires entre Ham et Nesle. Ainsi Ham offre des équipements culturels, scolaires et sportifs (médiathèque et auditorium de musique de grande capacité, lycée professionnel, complexe nautique), tandis que Nesle est la commune d'accueil de grandes entreprises de l'agroalimentaire ainsi que de leurs sous-traitants ».
La fusion intervient le 1er janvier 2017 et la nouvelle structure, dont la commune fait désormais partie, prend le nom de communauté de communes de l'Est de la Somme,.

### Liste des maires
| Période                                  | Période                      | Identité         | Étiquette | Qualité                                 |
| ---------------------------------------- | ---------------------------- | ---------------- | --------- | --------------------------------------- |
| Les données manquantes sont à compléter. |                              |                  |           |                                         |
| avant 1988                               |                              | Alfred Levasseur |           |                                         |
| Les données manquantes sont à compléter. |                              |                  |           |                                         |
| mars 2001                                | 2004                         | Gérard Normand   |           |                                         |
| novembre 2004                            | En cours (au 8 octobre 2020) | Michel Mérel     |           | Retraité Réélu pour le mandat 2020-2026 |

## Population et société

### Démographie
L'évolution du nombre d'habitants est connue à travers les recensements de la population effectués dans la commune depuis 1793. Pour les communes de moins de 10 000 habitants, une enquête de recensement portant sur toute la population est réalisée tous les cinq ans, les populations de référence des années intermédiaires étant quant à elles estimées par interpolation ou extrapolation. Pour la commune, le premier recensement exhaustif entrant dans le cadre du nouveau dispositif a été réalisé en 2005.

En 2022, la commune comptait 111 habitants, en évolution de +5,71 % par rapport à 2016 (Somme : −1,26 %, France hors Mayotte : +2,11 %).
| 1793 | 1800 | 1806 | 1821 | 1831 | 1836 | 1841 | 1846 | 1851 |
| ---- | ---- | ---- | ---- | ---- | ---- | ---- | ---- | ---- |
| 204  | 146  | 186  | 161  | 212  | 204  | 202  | 212  | 200  |

| 1856 | 1861 | 1866 | 1872 | 1876 | 1881 | 1886 | 1891 | 1896 |
| ---- | ---- | ---- | ---- | ---- | ---- | ---- | ---- | ---- |
| 189  | 168  | 164  | 157  | 152  | 131  | 126  | 123  | 98   |

| 1901 | 1906 | 1911 | 1921 | 1926 | 1931 | 1936 | 1946 | 1954 |
| ---- | ---- | ---- | ---- | ---- | ---- | ---- | ---- | ---- |
| 104  | 89   | 103  | 78   | 87   | 81   | 80   | 45   | 54   |

| 1962 | 1968 | 1975 | 1982 | 1990 | 1999 | 2005 | 2006 | 2010 |
| ---- | ---- | ---- | ---- | ---- | ---- | ---- | ---- | ---- |
| 71   | 91   | 83   | 84   | 77   | 84   | 98   | 98   | 119  |

| 2015 | 2020 | 2022 | - | - | - | - | - | - |
| ---- | ---- | ---- | - | - | - | - | - | - |
| 108  | 110  | 111  | - | - | - | - | - | - |

### Enseignement
Les enfants du village sont scolarisés dans le cadre d'un regroupement pédagogique comprenant également ceux des localités de Licourt et Morchain.

## Culture locale et patrimoine

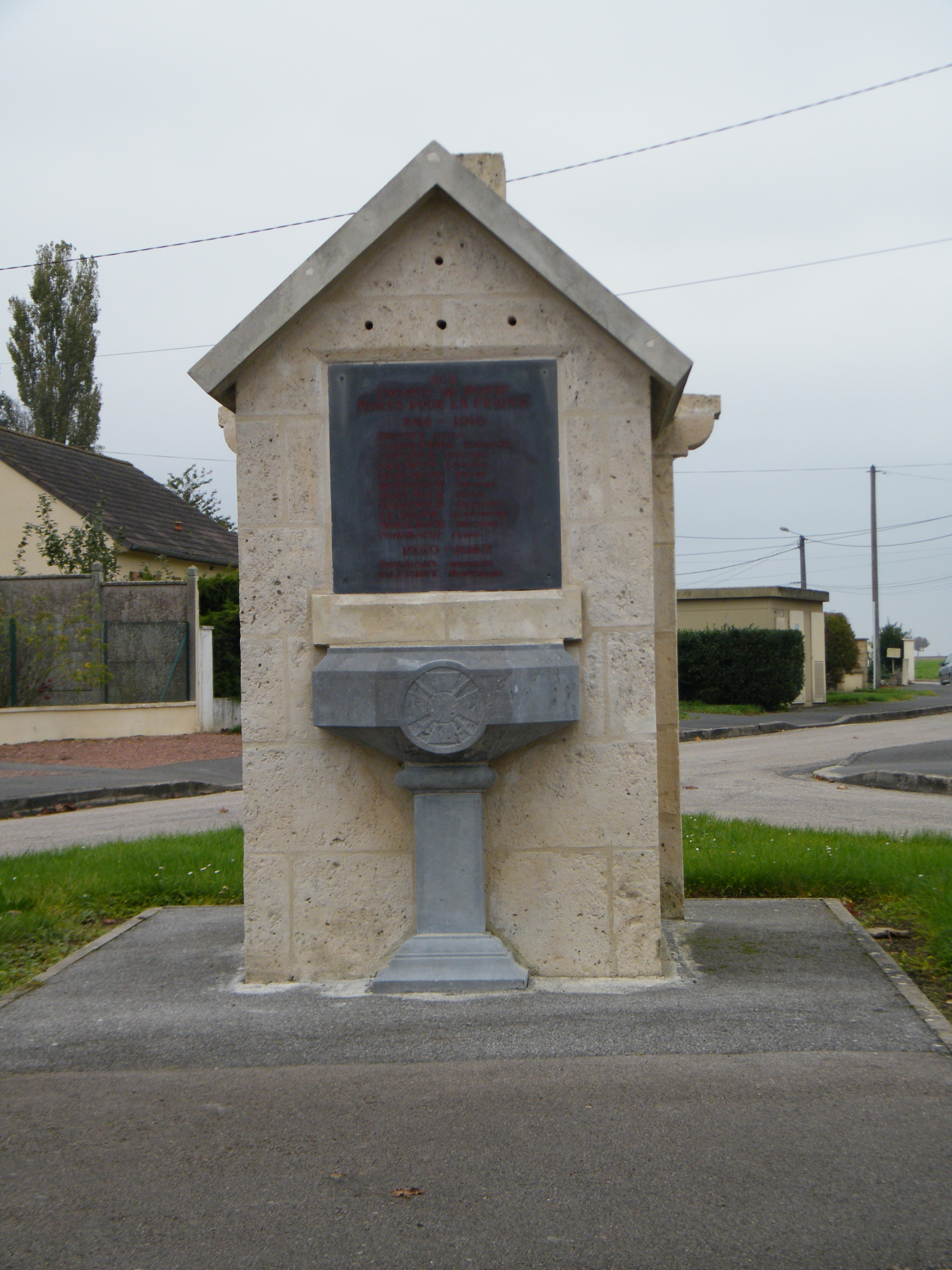
Chapelle avec plaque commémorative 1914-1918.

### Lieux et monuments
- Chapelle dédiée à la Vierge, portant une plaque avec les noms des morts pour la patrie en 1914-1918[14].

### Héraldique
| Blason de Potte | Blason  | D'or à la barre (ou bande) de sinople chargée de trois pots de sable*. Ornements extérieursCroix de guerre 1914-1918                            |
| Blason de Potte | Détails | Armes parlantes. * Il y a là non-respect de la règle de contrariété des couleurs : ces armes sont fautives (sable sur sinople). Adopté en 1992. |
| Blason de Potte | Alias   | D'or à trois pots de sable Confusions avec Pottes en Belgique.                                                                                  |